# John Foster McCreight

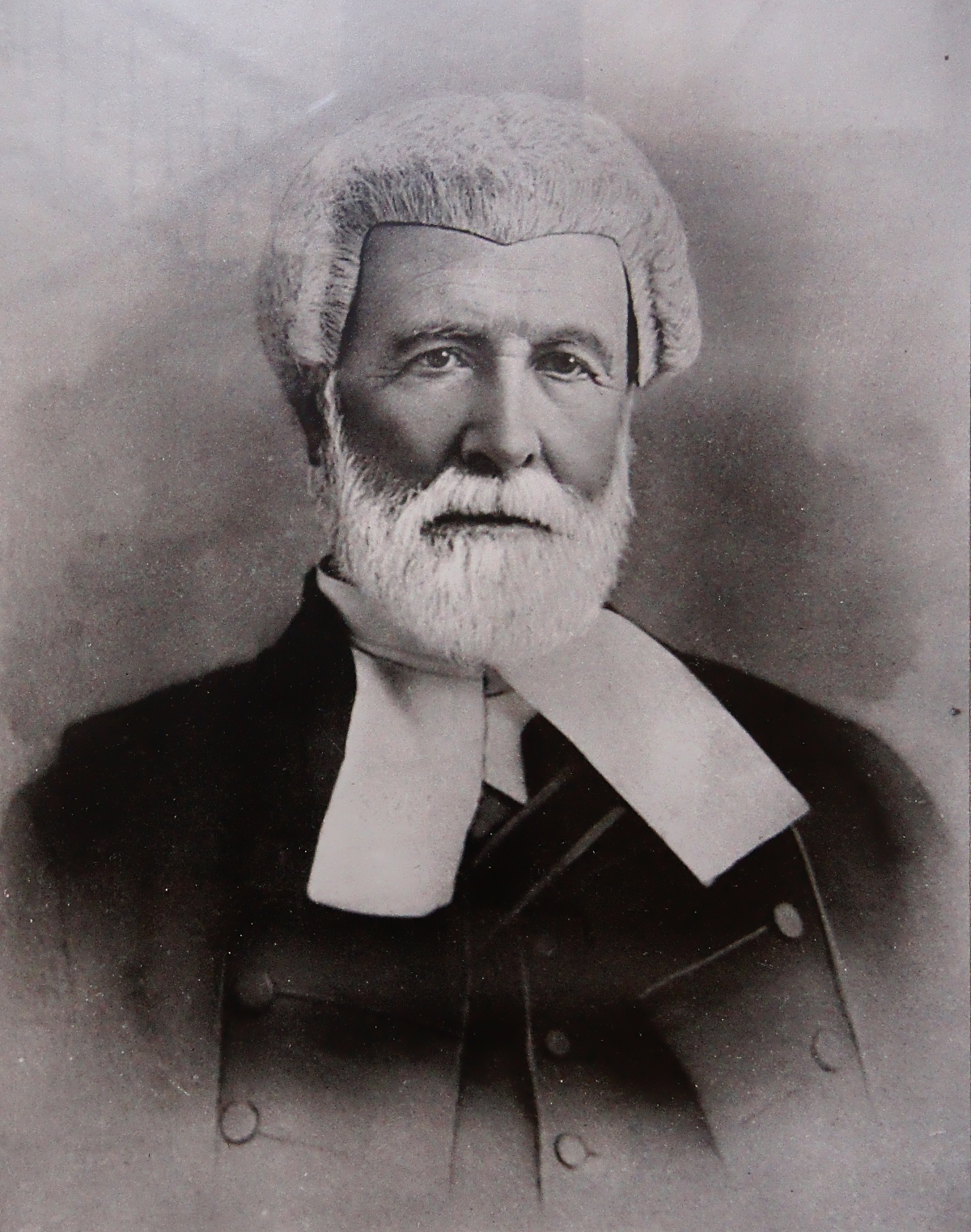
John Foster McCreight

John Foster McCreight, QC (* 1827 in Caledon, County Tyrone, Irland; † 18. November 1913 in Hastings, England) war ein kanadischer Politiker, Rechtsanwalt und Richter. Von 13. November 1871 bis zum 23. Dezember 1872 war er der erste Premierminister der Provinz British Columbia.

## Biografie
Nach dem Besuch eines Internats in Winchester studierte McCreight Recht am Trinity College in Dublin und erhielt 1852 die Zulassung als Barrister. Wenig später wanderte er nach Australien aus und eröffnete in Melbourne eine Kanzlei. Aus unbekannten Gründen zog er sieben Jahre später von dort weg und kam 1860 nach einer längeren Reise in Victoria an.
Victoria war damals die Hauptstadt der Kolonie Vancouver Island und erlebte wegen des Fraser-Canyon-Goldrauschs einen rasanten Wirtschaftsaufschwung. McCreight eröffnete dort ein weiteres Mal eine Kanzlei. 1866 trat er den Freimaurern bei, die ihn 1873 zu ihrem stellvertretenden Großmeister der Großloge von British Columbia ernannten. Außerdem engagierte er sich in der anglikanischen Kirche. Er baute mit seiner Tätigkeit in Kirche und Loge ein Beziehungsnetz auf, war aber zunächst politisch nicht aktiv.
Dies änderte sich am 20. Juli 1871 mit dem Beitritt der Vereinigten Kolonien von Vancouver Island und British Columbia zur Kanadischen Konföderation. In der Übergangsregierung war McCreight als Attorney General tätig. Bei den ersten Wahlen zur Legislativversammlung von British Columbia im Oktober dieses Jahres wurde er zum Abgeordneten der Stadt Victoria gewählt. Am 13. November 1871 ernannte ihn Vizegouverneur Joseph William Trutch zum ersten Premierminister der Provinz.
McCreights Ernennung war explizit gegen Amor De Cosmos gerichtet, der treibenden Kraft hinter dem Beitritt zur Föderation, da er als aufrührerisch galt und ein aufbrausendes Temperament hatte. Doch auch McCreight schien der Aufgabe nicht gewachsen zu sein: Henry Crease, ein Richter am Obersten Gerichtshof der Provinz, beschrieb ihn als „schlecht gelaunt und eigenartig, abwechslungsweise vertrauensselig und extrem misstrauisch, extrem halsstarrig, exzessiv hartnäckig bei unwichtigen Dingen, öffentlichkeitsscheu und überhaupt nicht an Politik interessiert“.
Trotzdem war McCreights Amtszeit produktiv. Seine Regierung legte innerhalb eines Jahres 54 neue Gesetze vor, von denen 36 in Kraft gesetzt werden konnten. Am 13. Dezember 1872 verlor er ein Misstrauensvotum und trat zurück, sein Parlamentsmandat übte er bis 1875 aus. 1880 wurde er in den Obersten Gerichtshof von British Columbia berufen, dem er bis 1897 angehörte. Daraufhin kehrte er nach England zurück und verbrachte seine letzten Lebensjahre in Hastings.